# Myrcia fenzliana
Myrcia fenzliana  es una especie de planta fanerógama en la familia Myrtaceae.

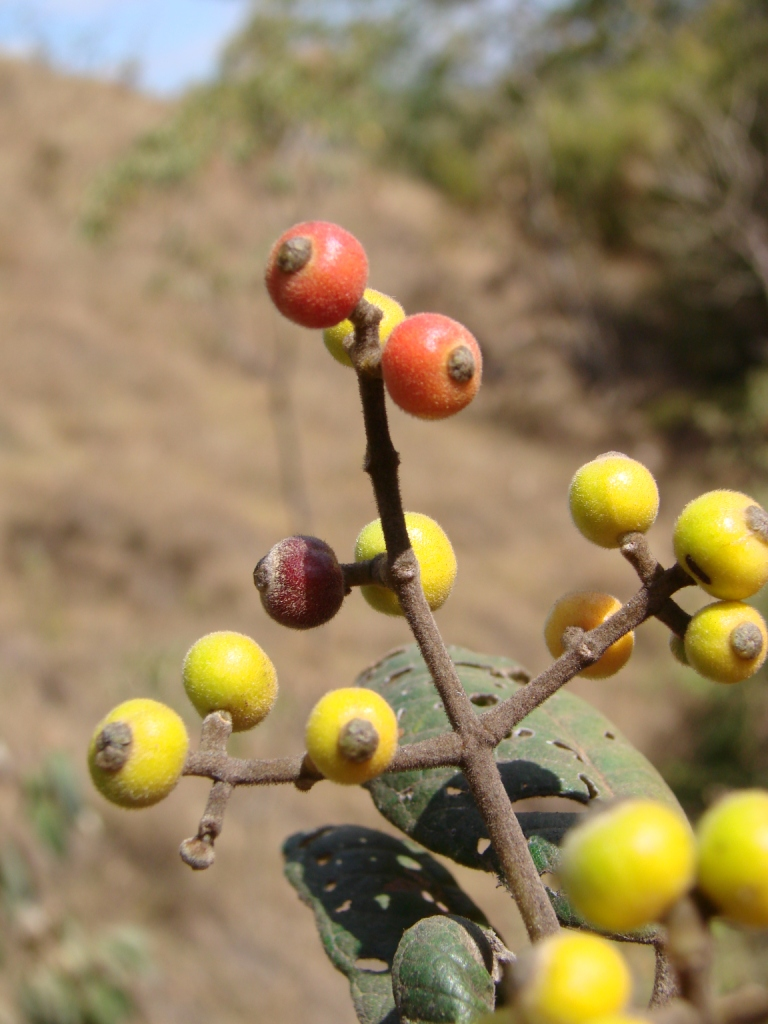
Frutos

## Distribución y hábitat
Es endémica de Brasil donde se distribuye por el Cerrado y la Mata Atlántica.

## Taxonomía
Myrcia fenzliana fue descrita por Otto Karl Berg y publicado en Flora Brasiliensis 14(1): 196. 1857.
Sinonimia
- Gomidesia lindeniana O.Berg
- Myrcia lindeniana (O.Berg) C.Wright
- Myrcia sintenisii Kiaersk.[3]